# 宝安鸿基地产
宝安鸿基地产集团股份有限公司 （深交所：000040）是中国深圳证券交易所的一家上市公司，主营业务范围包括：房地产、国内商业、物资供销业、装卸运输货物、仓储、自有物业管理、自营进出口业务、出租客运。公司总股本为46959.336万股（2011年）。
公司总部位于深圳市罗湖区东门中路1011号鸿基大厦25—27楼，法人代表为陈泰泉。